# Vestfinlands len
Vestfinlands len (finsk: Länsi-Suomen lääni, svensk: Västra Finlands län) var et finsk len, som blev dannet ved lensreformen i 1997 ved sammenlægning af de tidligere Keski-Suomi len, Turku ja Pori len, Vaasa len samt den nordlige del af Häme len. Lensbestyrelsen var placeret i byen Åbo, og Rauno Saari var landshøvding.
- Areal: 74.185 km².
- Indbyggere: 1.889.542 (2009)

Lenet omfatter følgende landskaber (svenske navne i parentes):
- Etelä-Pohjanmaa (Södra Österbotten)
- Pohjanmaa (Österbotten)
- Pirkanmaa (Birkaland)
- Satakunta (Satakunda)
- Keski-Pohjanmaa (Mellersta Österbotten)
- Keski-Suomi (Mellersta Finland)
- Varsinais-Suomi (Egentliga Finland)

Største byer i Vestfinlands len:
- Tampere (Tammerfors), Turku (Åbo), Jyväskylä, Pori (Björneborg), Vaasa (Vasa), Kokkola (Karleby), Seinäjoki (Östermyra) og Kauhajoki.

## Lenets nedlæggelse
Den 1. januar 2010 blev Vestfinlands len nedlagt, og lenets almene opgaver blev delt mellem Sydvestfinlands regionsforvaltning omkring Åbo i syd og Vest og Indre Finlands regionsforvaltning omkring Vasa i nord. De specialiserede opgaver blev overtaget af de nyoprettede Erhvervs-, trafik- og miljøcentraler.